# Gastronomia de Costa Rica
La gastronomia costa-riquenya és l'expressió culinària de Costa Rica. Reuneix els costums i els usos culinaris dels habitants d'aquest país, i és part de la seva identitat nacional. És una cuina que neix de la fusió de diferents cultures, principalment de la indígena precolombina, l'espanyola i la criolla. En la cultura tica, les racions no són excessives i l'àpat principal del dia és el dinar.

## Característiques
A nivell sociocultural, es tracta d'una cuina amb un mestissatge intens, fortament condicionat pel seu entorn tropical, i molt proper a la dieta mediterrània a causa d'una barreja basal entre grups sud-europeus, llevantins i sefardites. Hi ha també notables aportacions d'origen africà, indígena, afroantillà, oriental, llatinoamericà i d'altres parts d'Europa.
A més, per la seva posició geogràfica enmig de les dues grans masses territorials d'Amèrica, al llarg de la història Costa Rica ha estat un pont biològic i cultural entre l'Amèrica del Nord i la del Sud. Això ha produït al seu petit territori una trobada de flora i fauna única, que genera una exuberant gamma de productes alimentaris; enriquida a més amb tot el raudal dels fruits del mar pel fet que les seves costes estan banyades per dos oceans.
D'aquesta manera, el país posseeix quatre regions culinàries ben definides per la seva geografia i desenvolupament cultural: Vall Central Occidental i Oriental, Guanacaste i Zona Nord, Puntarenas, i Limón. Amb una base en comú composta primordialment d'aliments com: el gallo pinto, el casado, els picadillos, l'olla de carne, els gallitos, les empanadas, la pasta, la fruita fresca i el cafè.
Hi ha una gran varietat de fruita, com mores, pinya, síndria, plàtans de diversos tipus, mamones, cas, zapote, mango, papaia, guaiaba, granadilla o tamarinde. El cafè es pren llarg i negre en qualsevol moment del dia.

## Algunes especialitats

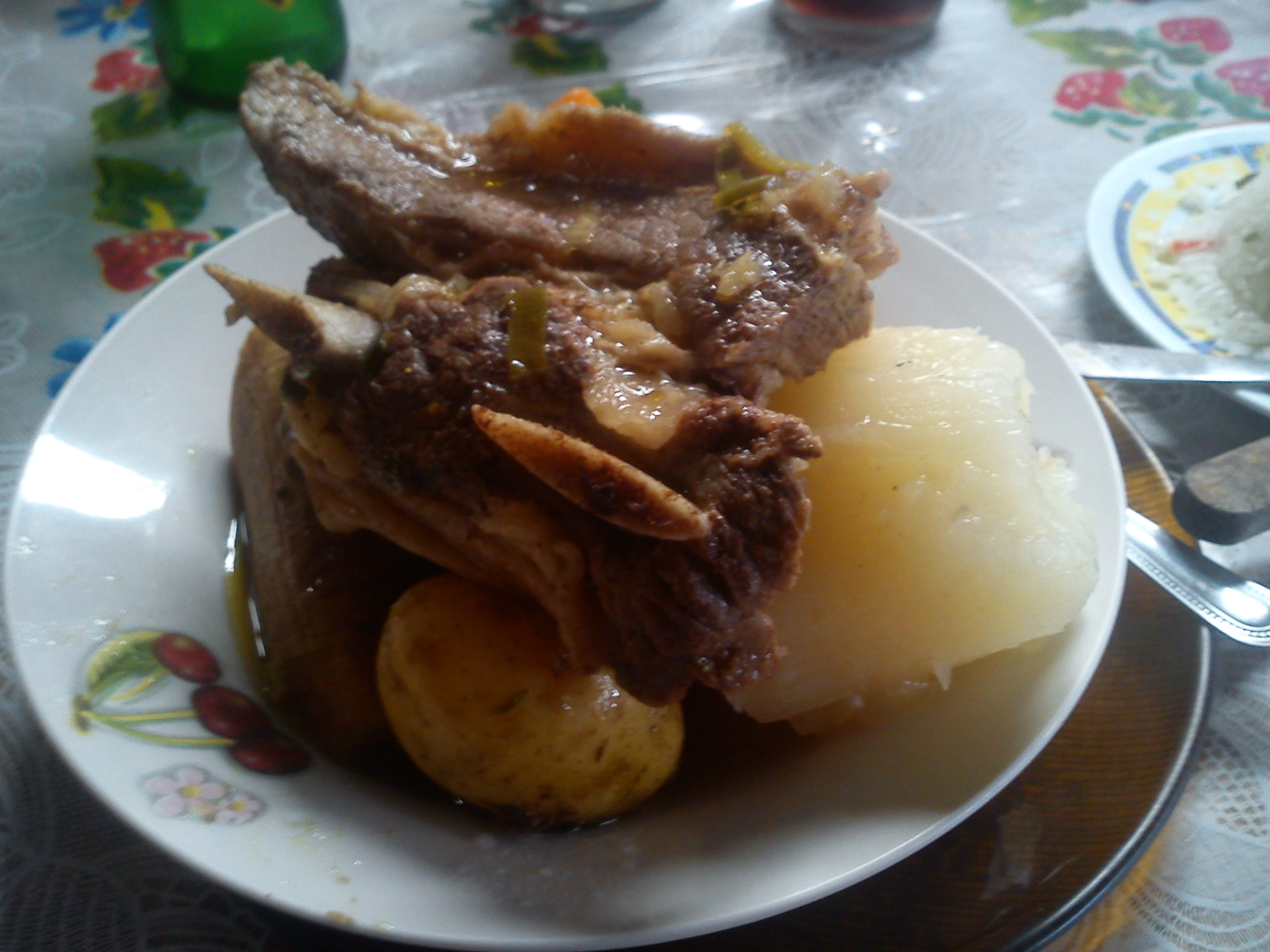
Olla de carne, guisat fet amb carn de boví i verdures

- Gallo pinto: combinació d'arròs amb fesols[2] menjada especialment per esmorzar,[5] també típic de Nicaragua[6]
- Casado: plat d'arròs, fesols, plàtan madur i picadillo, que se sol acompanyar de carn, peix o pollastre.[7][8] És el plat més popular de Costa Rica.[9]
- Picadillos: guisat de carn picada amb espècies, achiote i petits trossos de diverses verdures.[2]
- Olla de carne: guisat fet amb brou amb carn bovina amb diversos tipus de verdures, d'origen crioll[2]
- Gallitos: aperitius fets de tortilla de blat de moro o un tros de pa blanc, que s'usen per consumir tot tipus d'aliments, especialment carns, formatges, embotits o picadillo[2][10]
- Empanadas: preparades principalment amb farina de blat de moro o de blat, encara que també n'hi ha a base de patata, iuca, camote, plàtan, cubaces o cigrons.[2]
- Ceviche: habitualment fet de corball o gambes i marinat en suc de llimona, ceba i cilandre[11]
- Arroz con pollo: tires de pollastre cuinades amb arròs i verdures condimentades amb espècies, consumit especialment en dies festius[2]
- Patacones: plàtan tallat a rodanxes i fregides en oli, que es cuina en mel o s'afegeix a sopes; són cruixents com les patates xips.[6]
- Rondón: sopa fragant feta amb brou de llet de coco amb peix local i vegetals[6][12]
- Tamales: plat indígena de blat de moro amb olives, porc i arròs, tradicional de l'època nadalenca[6]
- Vi de coyol, beguda feta amb la saba que s'extreu d'una palmera anomenada coyol, tradicional de la zona de Guanacaste[13]